# Grammy Award for Best Classical Performance, Operatic or Choral
Der Grammy Award for Best Classical Performance, Operatic or Choral, auf Deutsch „Grammy-Auszeichnung für die beste klassische Darbietung – Oper oder Chor“, ist ein Musikpreis, der von 1959 bis 1960 von der amerikanischen Recording Academy im Bereich der klassischen Musik verliehen wurde.

## Geschichte und Hintergrund
Die seit 1959 verliehenen Grammy Awards werden jährlich in zahlreichen Kategorien von der Recording Academy in den Vereinigten Staaten vergeben, um künstlerische Leistung, technische Kompetenz und hervorragende Gesamtleistung ohne Rücksicht auf die Album-Verkäufe oder Chart-Position zu würdigen.
Eine dieser Kategorien war der Grammy Award for Best Classical Performance, Operatic or Choral. Der Preis wurde nur 1959 vergeben. Im Jahr 1960 wurde deer Grammy Award for Best Classical Performance - Opera Cast or Choral. Seit 1961 wurde die Auszeichnung in separate Preise für Opern- und Chordarbietungen unterteilt, den Grammy Award for Best Opera Recording und den Grammy Award for Best Choral Performance.

## Gewinner und Nominierte
| Jahr | Gewinner | Nationalität                  | Werk                       | Nominierte | Bild des/der Gewinner(s) |
| ---- | --- | ----------------------------- | -------------------------- | --- | ------------------------ |
| 1959 | Roger Wagner (Chorleiter) und der Roger Wagner Chorale                                                                                           | Vereinigte Staaten            | Virtuoso                   | - Dimitri Mitropoulos – Samuel Barber: Vanessa - Erich Leinsdorf – Gaetano Donizetti: Lucia di Lammermoor - Maria Callas, Tito Gobbi – Gioachino Rossini: Il barbiere di Siviglia - Dom David Nicholson – Tomás Luis de Victoria: Requiem |                          |
| 1959 | Erich Leinsdorf (Dirigent) und die Wiener Philharmoniker Solisten: Lisa Della Casa, Rosalind Elias, George London, Roberta Peters, Giorgio Tozzi | Österreich Vereinigte Staaten | Mozart: Le nozze di Figaro | - Erich Leinsdorf (Dirigent) und das Metropolitan Opera Orchestra und Chorus (Solisten: Peter, Valetti, Merrill, Tozzi) – Gioachino Rossini: Il barbiere di Siviglia - Fausto Cleva (Dirigent) und das Metropolitan Opera Orchestra und Chorus (Solisten: Stevens, Del Monago) – Camille Saint-Saëns: Samson et Dalila - Richard Condie (Dirigent) und der Mormon Tabernacle Choir – The Beloved Choruses - Fernando Previtali (Dirigent) mit dem Orchester und Chor der Accademia di Santa Cecilia, Rom (Solisten: Milanov, Tozzi) – Giuseppe Verdi: La forza del destino |                          |